# Goldsmiths, University of London
Koordinaten: 51° 28′ 27,5″ N, 0° 2′ 7,4″ W

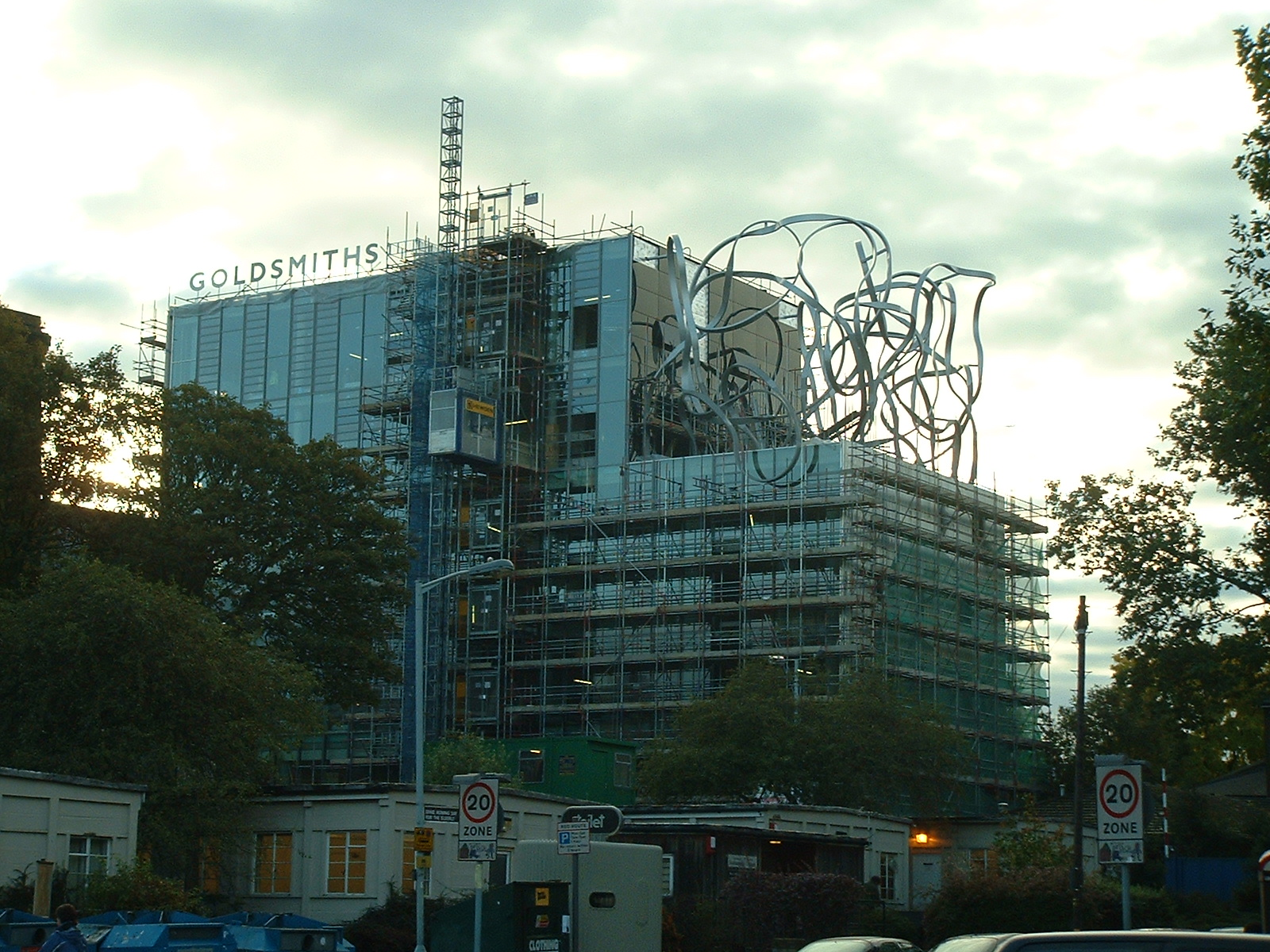
Das Pimlottgebäude des Goldsmiths

Das Goldsmiths, University of London ist ein zur University of London gehörendes College, das einen Schwerpunkt im Bereich der bildenden Kunst hat, einschließlich Design, aber auch viele weitere Studienmöglichkeiten bietet, z. B. Anthropologie, Recht, Geschichte oder Psychologie.

## Geschichte
Von der Worshipful Company of Goldsmiths wurde 1891 das Goldsmiths’ Technical and Recreative Institute als private Lehranstalt gegründet. 1901 wurde die Lehranstalt der University of London als College angegliedert. Besonders in den achtziger Jahren, als das Goldsmiths sich durch ein sehr offenes Lehrkonzept ohne feste Fachklassen auszeichnete, gingen aus ihr später berühmte Künstler hervor, wie Tracey Emin, Brian Molko, Thomas Demand und Damien Hirst. Noch heute kann sie von ihrem Ruf als eine der bedeutenden Kunstakademien der Welt profitieren. Auch für andere Studiengänge ist die Universität sehr bekannt. Die Sozialwissenschaften (Cultural Studies, Soziologie und Anthropologie) genießen einen hervorragenden Ruf. Viele bekannte Professoren wie Paul Gilroy (mittlerweile zur London School of Economics and Political Science gewechselt), James Curran und Bev Skeggs lehren am Goldsmiths.
Seit 2013 vergibt das Goldsmiths College zusammen mit dem New Statesman einen mit 10.000 Pfund Sterling dotierten Literaturpreis für innovativ geschriebene britische Romane, den Goldsmiths Prize.

## Zahlen zu den Studierenden
Im Studienjahr 2022/2023 nannten sich von den 9.350 Studenten des Goldsmiths College 6.470 weiblich (69,2 %) und 2.840 männlich (30,4 %). 2019/2020 waren von 10.090 Studierenden 6.665 weiblich und 3.395 männlich. 6.500 arbeiteten auf ihren ersten Studienabschluss hin, sie waren also undergraduates. 3.590 hatten bereits einen ersten Abschluss, sie waren postgraduates. 7.080 kamen aus England, 40 aus Schottland, 70 aus Wales und 835 aus der EU.

## Persönlichkeiten

### Lehrende
- Sara Ahmed
- Les Back
- Sara R. Farris
- Matthew Fuller
- David Graeber
- Scott Lash
- Julia Lockheart
- Angela McRobbie
- Saul Newman
- Nirmal Puwar
- Eyal Weizman

### Bekannte Alumni
- Damon Albarn (* 1968), Musiker
- Katy B (* 1989), britische Sängerin
- Zarina Bhimji (* 1963), britische Künstlerin
- James Blake (* 1988), Musiker
- Moira Buffini (* 1965), Dramatikerin und Drehbuchschreiberin.
- John Cale (* 1942), britischer Musiker
- John Craxton (1922–2009), englischer Maler
- Mary Gentle (* 1956), britische Schriftstellerin
- Lawrence Abu Hamdan (* 1985), Künstler
- Damien Hirst (* 1965), Künstler
- Linton Kwesi Johnson (* 1952), Reggae-Künstler
- Armin Medosch (1962–2017), österreichischer Medienkünstler und freier Journalist
- Steve McQueen (* 1969), britischer Künstler, Fotograf und Regisseur
- Beatrice of York (* 1988), Prinzessin von Großbritannien und Nordirland
- Mariele Neudecker (* 1965), deutsche Künstlerin
- Andrew Poppy (* 1954), britischer Komponist, Pianist und Musikproduzent
- Laure Prouvost (* 1978), französische Künstlerin
- Mary Quant (1930–2023), Modeschöpferin, OBE
- Bridget Riley (* 1931), Op-Art Malerin
- Michael Sailstorfer (* 1979), deutscher Künstler
- Bettina Semmer (* 1955), deutsche Malerin
- Graham Sutherland (1903–1980), Maler
- David Tattersall (* 1960), britischer Kameramann
- Julia Voss (* 1974), deutsche Journalistin
- Amelia Warner (* 1982), englische Schauspielerin
- Antonia Low (* 1972), Künstlerin